# Amtsgericht Bauerwitz
Das Amtsgericht Bauerwitz war ein preußisches Amtsgericht mit Sitz in Bauerwitz.

## Geschichte
Das königlich preußische Amtsgericht Bauerwitz wurde mit Wirkung zum 1. Oktober  1879 als eines von neun Amtsgerichten im Bezirk des Landgerichtes Ratibor im Bezirk des Oberlandesgerichtes Breslau gebildet. Der Sitz des Gerichtes war Bauerwitz. Sein Gerichtsbezirk umfasste aus dem Kreis Leobschütz den Stadtbezirk Bauerwitz und die Amtsbezirke Babitz, Bauerwitz, Knispel und Rakau. Am Gericht bestand 1880 eine Richterstelle. Das Amtsgericht war damit ein kleines Amtsgericht im Landgerichtsbezirk.
Im Jahre 1945 wurde der Amtsgerichtsbezirk unter polnische Verwaltung gestellt, und die deutschen Einwohner wurden vertrieben. Damit endete auch die Geschichte des Amtsgerichtes Bauerwitz.